# Inno nazionale dell'Oman
L'inno nazionale dell'Oman è anche noto come Nashid al-Salām al-Sulṭānī (arabo  نشيد السلام السلطاني, «Canzone del saluto al Sultano»). Il testo è stato scritto da Rashid bin Uzayyiz Al Khusaidi, mentre la musica è di James Frederick Mills. Il brano è stato adottato come inno nel 1970 ed era dedicato al sultano Qabus dell'Oman.

## Testo
Lingua araba
يا ربنا احفظ لنا جلالة السلطان
والشعب في الأوطان
	بالعز و الأمان
	وليدم مؤيدا
	عاهلا ممجدا
بالنفوس يفتدى
يا عمان نحن من عهد النبي
	أوفياء من كرام العربي
ابشري قابوس جاء
	فلتباركه السماء
واسعدي والتقيه بالدعاء
Traslitterazione
Waashabi Fee Al'wtan	
Bialeizy Walaman
Walyadum Muoayadda
Aahilan Momajjada
Bilnufoosi Yuftda
Ya Oman, Nahnoo Min Ahd Il Nabi	
Awfiya Min K'ram Al Arabi.
Abshiry Qaboos Jaa'
Faltubarakhu 'I Sama'.	
Waasidy Waltoq'hi Bilduoaa

## Traduzione
O Signore, proteggi per noi la nostra Maestà, il Sultano
E le persone del nostro Paese
Con onore e pace.
Possa egli vivere a lungo, forte e supportato,
glorificato nella sua guida
per lui potremo dare la vita.
O Oman, fin dai tempi del Profeta
siamo un popolo operoso, tra i più nobili arabi
Siamo felici! Il Sultano è attivato
Con la benedizione del cielo.
Sia rallegrato e raccomandato dalla protezione delle nostre preghiere.